# Всеобщая паника
«Всеобщая паника» — третий мультфильм в серии фильмов с Дятлом Вуди, цветной (Technicolor).  Выпущенный на экраны 24 ноября 1941 года, фильм был произведен студией Walter Lantz Production и дистрибутирован кинокомпанией Universal Pictures.
В России на телевидении мультфильм начали показывать в серии «Приключения Вуди и его друзей» на ОРТ в конце 1995 года.

## Сюжет
Вуди остаётся у себя дома, чтобы поплавать в озере, в то время как остальные птицы улетают на юг после того, как были предсказаны сильные заморозки. Вуди не придал этому значения, а птицы перед полетом на юг заверяют ему, что он не сможет выжить в таких условиях. Вуди скептически отнесся к их словам, поскольку дома у него хранилось много еды. После того, как все птицы улетели на юг, Вуди решил снова поплавать. Пока Вуди плавал, наступили холода и он, решив продолжить плавание, прыгает с трамплина, но уже замороженным в ледяной куб в уже скованное льдом озеро и пробивает в нём трещину. Снежная буря уносит его к дому. Тем не менее, буря проникает в его дом и уносит всю его еду.
Две недели спустя, Вуди увидел лицо смерти в белом саване, полагая, что он обречен на голодную смерть. Месяц спустя, голодный котенок забрел в дом к дятлу Вуди, чтобы его съесть. Голодающий Вуди, увидев котёнка, однако, тоже хочет съесть его, в результате чего двое устраивают дуэль. Пока они соревновались, в открытую дверь пришёл мычащий лось. Услышав мычание лося, котёнок и Вуди бегут за ним, чтобы поймать и съесть его. Впоследствии, им целого лося съесть было недостаточно, чтобы насытиться и снова решают, кто кого первым съест.

## Цитаты

### Вуди
- Дуй себе, меня это не касается! У меня тепло и полно еды! Дуй!
- Эй! Ну-ка верни мой ужин!
- Простите, это бакалейщик.
- Войдите. Вы как раз к обеду.
- Кажется, что-то мясное. Позвольте ваш шарфик.
- Ты должно быть замёрз!
- Конечно замёрз! Иди к огню и согрейся! Вот так! Будет жаркое!
- Да? Я тоже!

### Котёнок
- Я бедный маленький голодный котёнок! Я могу съесть даже дятла. Да, именно его.
- А что у нас на обед?
- Знаете? Этот пижон хочет пообедать мной.
- Совсем нет.
- А теперь, миленький, я тебя порежу на кусочки.
- Прекрасно!
- Он был очень вкусный, но я всё-таки голоден.